# Wiersz zdaniowy
Wiersz zdaniowy – typ wiersza, należący do systemu nienumerycznego, zbudowany na zasadzie, że jednostkę budowy wersu stanowi zdanie.

## Średniowieczny wiersz intonacyjno-zdaniowy
Wiersz intonacyjno-zdaniowy (inna rozpowszechniona nazwa: zdaniowo-rymowy) to najstarszy system wersyfikacyjny w poezji polskiej. Ukształtował się w średniowieczu. Jako system opisała go Maria Dłuska. 
W wierszu intonacyjno-zdaniowym każdy wers jest osobnym zdaniem lub samodzielną składniowo cząstką zdania. Granica wersu zbiega się, zgodnie z modelem syntaktyczno-prozodyjnym Wóycickiego, przede wszystkim z granicami łańcuchów i szeregów, nigdy natomiast pojedynczych członów.  Czynnikiem delimitacyjnym jest klauzula frazy pod względem składniowo-intonacyjnym, a nie np. emocjonalnym; nacechowane emocjonalnie wyrazy czy równoważniki zdania nie stanowią osobnych wersów. Klauzula frazy, z racji podobieństwa intonacyjnego do prozy, w zachowanych przykładach często korzysta ze środków stylistycznych takich jak rym czy powtórzenie.
Jedynego wariantu wiersza (wyraźnie reprezentowanego przez Pieśń o zabiciu Andrzeja Tęczyńskiego) badaczka doszukała się w podziale długiego wersu na dwa człony „bezrozmiarowe” (tj. bez stałego rozmiaru), „z antykadencją w węźle dwudzielności i kadencją w klauzuli”. Taki podział dał początek w wierszu sylabicznym bardziej ustalonej średniówce, ustalił również miejsce intonacji (tu odpowiednio: wznoszącej i opadającej).
Ten model wiersza określa polską lirykę średniowieczną. Według Marii Dłuskiej w swoich początkach historycznych był to wiersz meliczny i być może istniała tendencja do ujednolicania wersów pod względem rozmiaru językowego. Na jego bazie powstał sylabizm, który ostatecznie stał się bardziej popularny i w XVI wieku stał się, za sprawą Jana Kochanowskiego kolejnym, drugim, systemem wersyfikacyjnym w poezji polskiej. Cytując ponownie Marię Dłuską, „średniowieczny wiersz zdaniowy, ze szczytów poezji wyparty już w połowie XVI w., w niższych, plebejskich jej regionach przetrwał mniej więcej przez wiek XVII i [...] przechował się w szczątkach w poezji ludowej”.

## Nowożytny wiersz zdaniowy
Na nowo wiersz zdaniowy pojawił się na przełomie XIX i XX wieku i związany był z ruchami awangardowymi. Wiersze oparte na systemie zdaniowym odnajdujemy w dorobku, między innymi, Rilkego, a z poetów polskich: Czechowicza, Peipera, Przybosia, Różewicza i Miłosza. Od średniowiecznego wiersza zdaniowego odmiana współczesna różni się tym, że jako osobny wers występuje także równoważnik zdania oraz częste są zdania złożone (każde zdanie składowe w osobnym wersie), które w średniowiecznej odmianie były rzadkością. Zazwyczaj brakuje także rymów.
Wiersz taki zbliża się do wiersza wolnego jako systemu.